# Fred Willard
Frederic Charles "Fred" Willard (Cleveland, Ohio, 18 de septiembre de 1933-Los Ángeles, California, 15 de mayo de 2020) fue un comediante y actor estadounidense, popular por sus habilidades en la comedia de improvisación. Era conocido por sus actuaciones en películas como WALL·E, American Wedding y Fifty Shades of Black, además de su participación en los falsos documentales de Christopher Guest This Is Spinal Tap, El experto, Very Important Perros y Músicos grandiosos. Recibió tres nominaciones al Emmy por su personaje recurrente en la serie de televisión Everybody Loves Raymond. Además apareció en la serie Modern Family como el personaje Frank Dunphy, el padre de Phil y el abuelo de Haley, Alex y Luke.
Falleció en Los Ángeles el 15 de mayo de 2020 a los 86 años de causas naturales. El anuncio fue realizado por su hija Hope.

## Filmografía

### Cine
| Año  | Título                                | Personaje                            |
| ---- | ------------------------------------- | ------------------------------------ |
| 1967 | Teenage Mother                        | Entrenador                           |
| 1969 | Model Shop                            | Asistente de Estación de Gas         |
| 1970 | Jenny                                 | Extra                                |
| 1973 | The Harrad Experiment                 | Empleado de The Ace Trucking Company |
| 1974 | Harrad Summer                         | Extra                                |
| 1975 | Hustle                                | Interrogador                         |
| 1976 | Chesty Anderson, U.S. Navy            | Peter Linden                         |
| 1976 | Silver Streak                         | Jerry Jarvis                         |
| 1977 | Fun with Dick and Jane                | Bob                                  |
| 1977 | Cracking Up                           | Varios                               |
| 1979 | Americathon                           | Vincent Vanderhoff                   |
| 1980 | How to Beat the High Cost of Living   | Robert                               |
| 1980 | First Family                          | Asistente presidencial Feebleman     |
| 1983 | Imps*                                 | Padre                                |
| 1983 | National Lampoon's Movie Madness      | Presidente Robert Fogerty            |
| 1984 | This Is Spinal Tap                    | Teniente Bob Hookstratten            |
| 1985 | Moving Violations                     | Terrence 'Doc' Williams              |
| 1987 | Roxanne                               | Alcalde Deebs                        |
| 1987 | Ray's Male Heterosexual Dance Hall    | Tom Osborne                          |
| 1988 | Portrait of a White Marriage          | Hal Harrison                         |
| 1991 | High Strung                           | Vendedor de seguros                  |
| 1995 | Prehysteria! 3                        | Thomas MacGregor                     |
| 1996 | Waiting for Guffman                   | Ron Alberston                        |
| 1997 | Breast Men                            | Presentador de entrevistas           |
| 1998 | Permanent Midnight                    | Craig Ziffer                         |
| 1998 | Elvis Is Alive!                       | Entrevistado                         |
| 1999 | Can't Stop Dancing                    | Chester                              |
| 1999 | Idle Hands                            | Sr. Tobias                           |
| 1999 | Austin Powers: The Spy Who Shagged Me | Comandante                           |
| 2000 | Chump Change                          | Mánager de Steve                     |
| 2000 | Best in Show                          | Buck Laughlin                        |
| 2000 | Dropping Out                          | Paul Blanchard                       |
| 2001 | The Wedding Planner                   | Basil St. Mosely                     |
| 2001 | How High                              | Phillip 'Phil' Huntley               |
| 2002 | Teddy Bears' Picnic                   | Senador Roger Dickey                 |
| 2002 | The Year That Trembled                | Frank Woods                          |
| 2003 | A Mighty Wind                         | Mike LaFontaine                      |
| 2003 | American Wedding                      | Harold Flaherty                      |
| 2003 | Nobody Knows Anything!                | Sr. McClintock                       |
| 2004 | Killer Diller                         | Ned                                  |
| 2004 | 50 Ways to Leave Your Lover           | Bucky Brandt                         |
| 2004 | Harold & Kumar Go to White Castle     | Dr. Willoughby                       |
| 2004 | Anchorman: The Legend of Ron Burgundy | Edward 'Ed' Harken                   |
| 2004 | Wake Up, Ron Burgundy: The Lost Movie | Edward 'Ed' Harken                   |
| 2005 | Chicken Little                        | Melvin (voz)                         |
| 2005 | Love Wrecked                          | Ben Taylor                           |
| 2006 | Date Movie                            | Bernie Funkyerdoder                  |
| 2006 | Church Ball                           | Obispo Linderman                     |
| 2006 | Monster House                         | Papá (voz)                           |
| 2006 | Ira & Abby                            | Michael Willoughby                   |
| 2006 | For Your Consideration                | Chuck                                |
| 2007 | I'll Believe You                      | Sr. Fratus                           |
| 2007 | Epic Movie                            | Aslo                                 |
| 2007 | Fighting Words                        | Longfellow                           |
| 2007 | I Could Never Be Your Woman           | Marty                                |
| 2008 | Harold                                | Dr. Pratt                            |
| 2008 | WALL-E                                | Shelby Forthright                    |
| 2009 | Youth in Revolt                       | Sr. Ferguson                         |
| 2009 | Scouts Honor                          | Maestro del Juego                    |
| 2010 | Holyman Undercover                    | Richard                              |
| 2010 | A Very Mary Christmas                 | Jerry Zee                            |
| 2011 | Scooby-Doo! Legend of the Phantosaur  | Sr. Hubley (voz)                     |
| 2011 | Fred & Vinnie                         | Estrella de la película              |
| 2012 | The Magic of Belle Isle               | Al Kaiser                            |
| 2013 | Anchorman 2: The Legend Continues     | Edward 'Ed' Hank                     |
| 2013 | Dealin' with Idiots                   | Marty                                |
| 2013 | The Bird Men                          | Presidente del parque                |
| 2013 | Max Rose                              | Jim Clark                            |
| 2014 | Planes: Fire & Rescue                 | Secretario del Interior (voz)        |
| 2014 | All Stars                             | John Carson                          |
| 2014 | The Yank                              | Peter Murphy                         |
| 2015 | Russell Madness                       | TJ                                   |
| 2015 | Bachelors                             | Tío Ulysses                          |
| 2016 | Fifty Shades of Black                 | Gary                                 |
| 2016 | Here Comes Rusty                      | Mack                                 |
| 2016 | Mascots                               | Greg Gammonds                        |
| 2016 | The Bobby Roberts Project             | Ben Brinstein                        |

### Televisión
| Año       | Título                                            | Personaje                       | Notas                           |
| --------- | ------------------------------------------------- | ------------------------------- | ------------------------------- |
| 1966      | Pistols 'n' Petticoats                            | Ben                             | Episodio: "Quit Shootin' Folks" |
| 1966      | Hey, Landlord                                     | Danny Subanski                  | Episodio: "The Big Fumble"      |
| 1968      | Get Smart                                         | Lundy, Agente 198               | Episodio: "A Tale of Two Tails" |
| 1968      | Premiere                                          | Bower                           |                                 |
| 1970      | Love, American Style                              | Douglas Wiley/Shelley Noodleman |                                 |
| 1973      | The Burns and Schreiber Comedy Hour               | Varios                          |                                 |
| 1975      | The Bob Newhart Show                              | John Emil Tobin                 |                                 |
| 1975      | Karen                                             | Ritter                          |                                 |
| 1976      | Laverne & Shirley                                 | Charles                         |                                 |
| 1976      | How to Break Up a Happy Divorce                   | Lance Colson                    |                                 |
| 1976      | Good Heavens                                      | P.J.                            |                                 |
| 1976-1977 | Sirota's Court                                    | H.R. 'Bud' Nugent               |                                 |
| 1977      | Forever Fernwood                                  | Jerry Hubbard                   |                                 |
| 1977      | Fernwood 2 Night                                  | Jerry Hubbard                   |                                 |
| 1977      | Escape from Bogen County                          | Pearson                         |                                 |
| 1977      | We've Got Each Other                              | Dueño de la tienda              |                                 |
| 1977      | Tabitha                                           | Sr. Macho                       |                                 |
| 1978      | America 2-Night                                   | Jerry Hubbard                   |                                 |
| 1978      | Saturday Night Live                               | Él mismo                        |                                 |
| 1978      | Space Force                                       | Capitán Thomas Woods            |                                 |
| 1978      | Sweepstakes                                       | Don                             |                                 |
| 1979      | Flatbed Annie and Sweetiepie: Lady Truckers       | Jack LaRosa                     |                                 |
| 1979      | Salem's Lot                                       | Larry Crockett                  |                                 |
| 1979-1984 | Real People                                       | Él mismo                        |                                 |
| 1980      | The Wild Wacky Wonderful World of Winter          | Varios personajes               |                                 |
| 1981      | Pen 'n' Inc.                                      | Ralph                           |                                 |
| 1981-1986 | The Love Boat                                     | Varios personajes               |                                 |
| 1984      | Mama's Family                                     | Willie Potts                    |                                 |
| 1984      | Trapper John, M.D.                                | K.K. Laird                      |                                 |
| 1985      | The History of White People in America            | Hal Harrison                    |                                 |
| 1985      | Getting the Last Laugh                            | Especial de ABC                 |                                 |
| 1985      | George Burns Comedy Week                          | Fred                            |                                 |
| 1985      | Lots of Luck                                      | A.J. Foley                      |                                 |
| 1985      | Faerie Tale Theatre                               | Paul Link                       |                                 |
| 1985-1986 | What's Hot, What's Not                            | Él mismo                        |                                 |
| 1986      | Fast Times                                        | Gus Pantelis                    |                                 |
| 1986      | The History of White People in America: Volume II | Hal Harrison                    |                                 |
| 1987      | Fame                                              | Casper Wintergreen              |                                 |
| 1987-1989 | D.C. Follies                                      | Camarero                        |                                 |
| 1988      | Out of This World                                 | Milton Wiler                    |                                 |
| 1988      | My Secret Identity                                | Ray Bennett                     |                                 |
| 1989      | I, Martin Short, Goes Hollywood                   | Psiquiatra                      |                                 |
| 1991      | The Golden Girls                                  | Bob                             |                                 |
| 1991      | Nurses                                            | Loco Jim "Dr. Robinson"         |                                 |
| 1992      | Married... with Children                          | Stan                            |                                 |
| 1992      | Dream On                                          | Fenton Harley                   |                                 |
| 1993      | The Ben Stiller Show                              | Papá                            |                                 |
| 1993      | The Jackie Thomas Show                            | Hatfield Walker                 |                                 |
| 1994      | Sodbusters                                        | Clarence Gentry                 |                                 |
| 1994      | Dave's World                                      | Bud                             |                                 |
| 1994      | Hart to Hart: Old Friends Never Die               | Reginald Cobbles                |                                 |
| 1994-1996 | Family Matters                                    | Vicedirector Mallet             |                                 |
| 1995      | The Mommies                                       | John                            |                                 |
| 1995      | Murphy Brown                                      | Dick                            |                                 |
| 1995-1997 | Roseanne                                          | Scott                           |                                 |
| 1996      | Back to Back                                      | Oficial Loan                    |                                 |
| 1996      | Friends                                           | Sr. Lipson                      |                                 |
| 1996      | Clueless                                          | Joe Pasadine                    |                                 |
| 1996      | Sister, Sister                                    | Sr. Mitushka                    |                                 |
| 1996      | The Spooktacular New Adventures of Casper         | Wally Winkle (voz)              |                                 |
| 1996-1997 | Lois & Clark: The New Adventures of Superman      | Presidente Garner               |                                 |
| 1996      | Saved by the Bell: The New Class                  | Sr. Huffington                  |                                 |
| 1997      | Diagnosis: Murder                                 | Harry Fellows                   |                                 |
| 1997      | Step by Step                                      | Bert Lambert                    |                                 |
| 1997      | The Weird Al Show                                 | Presentador de premios          |                                 |
| 1998      | The Wayans Bros.                                  | Dick Ferndale                   |                                 |
| 1998      | Sabrina the Teenage Witch                         | Bobby Calzone                   |                                 |
| 1998      | Oh Baby                                           | Dr. Foster                      |                                 |
| 1998      | Two Guys and a Girl                               | Frank Farber                    |                                 |
| 1998      | City Guys                                         | Sr. Brown                       |                                 |
| 1998-1999 | Mad About You                                     | Henry Vincent                   |                                 |
| 1998-1999 | Hercules                                          | Vic (voz)                       |                                 |
| 1999      | The Pooch and the Pauper                          | Presidente                      |                                 |
| 1999      | The Simpsons                                      | Wally Kogan (voz)               |                                 |
| 1999      | Just Shoot Me!                                    | Larry                           |                                 |
| 1999      | G vs E                                            | Sam Kleinhauser                 |                                 |
| 1999      | Love & Money                                      | Dr. Fielding                    |                                 |
| 1999-2000 | Ladies Man                                        | Larry Little                    |                                 |
| 2000      | Buzz Lightyear of Star Command                    | Pa (voz)                        |                                 |
| 2000      | The Hughleys                                      | Richard Jacobson/Applegate      |                                 |
| 2000      | Bette                                             | Jasper Perkins                  |                                 |
| 2009-2020 | Modern Family                                     | Frank Dunphy                    |                                 |
| 2016-2020 | The Loud House                                    | Albert/Pop-pop (voz)            | Animado                         |
| 2020      | Space Force                                       | Fred Naird                      | Serie de Netflix                |